# Panamure
Panamure är en administrativ by i Sri Lanka.   Den ligger i provinsen Sabaragamuwa, i den södra delen av landet, 120 km sydost om huvudstaden Colombo.